# 郭荣昌
郭荣昌（1933年—2008年），广东潮阳县棉城镇人，中华人民共和国政治人物。
早年毕业于鼓浪屿念小学、香港南方学院、广东南方大学经济系。1968年，任中共罗定县委书记。1975年，任中共广东省委书记。1985年，任中共广东省委副书记。1993年，任广东省政协主席。